# Beneficencia

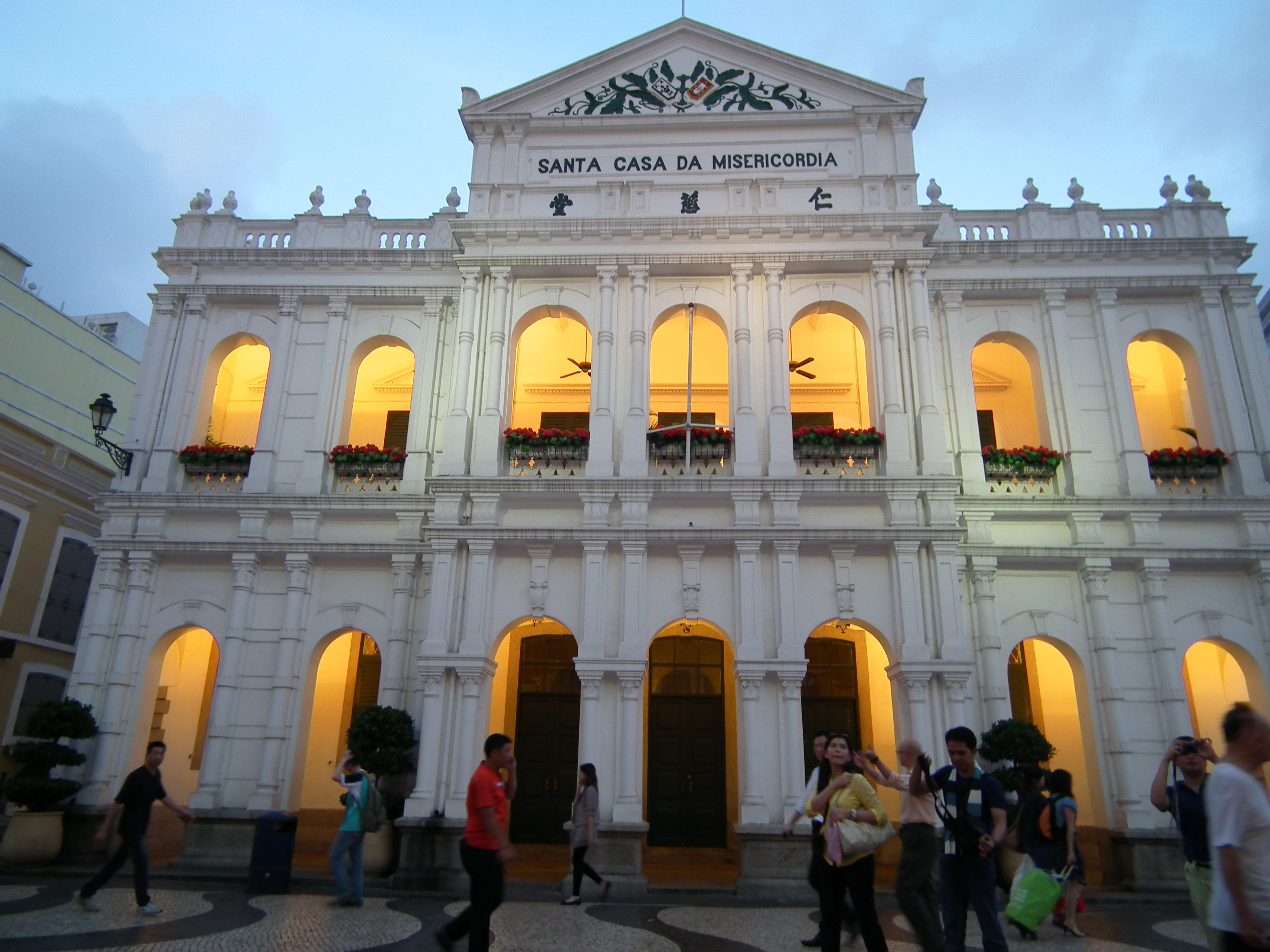
Casa de misericordia de Macao

Se llama beneficencia a los actos de donación o ayuda voluntaria a los necesitados, así como a las instituciones, tanto públicas como privadas, a través de las cuales se han articulado a lo largo de la historia. Algunas de las instituciones más destacadas han sido las siguientes:
- Casa de expósitos, en que se recogía a los niños abandonados o de padres desconocidos
- Casa de misericordia. Instituciones en que se daba acogida y refugio a las mujeres que concebían ilegítimamente y querían ocultar el embarazo y el parto.
- Casa de maternidad. Nombre que recibieron las casas de misericordia con posterioridad y que suplían las mismas necesidades que estas.
- Casa de socorro. Establecimientos en que se acogía a los huérfanos mayores de seis años así como a otros necesitados para proporcionarles sustento y educación. En ellas, se establecían talleres o fábricas para darles un primer medio de ocupación.
- Hospitales de enfermos.
- Hospitales de convalecientes.
- Hospitales de locos o manicomios.
- Socorros domiciliarios. Atenciones que se procuraban en su domicilio a las personas que no tuvieran medio de subsistencia, evitando de este modo albergarlas en casas de socorro u hospitales de enfermos.

En España, para cuidar del buen gobierno de las instituciones públicas, se establecía una junta de beneficencia en cada población. Esta junta administraba los fondos destinados al mantenimiento de las mismas, así como a las inversiones necesarias en las mismas. De todo ello, daba cuenta al ayuntamiento de la población, del cual dependía.

## Simbología
El símbolo de la beneficencia es una ninfa joven conocida principalmente por su mirar tierno y aire a Cable. Presenta la mano derecha abierta y lleva en la otra una cadena de oro. Cerca de sí tiene un águila con una presa entre sus uñas.
Otros la representan bajo los rasgos de una mujer hermosa, vestida sencillamente y con nobleza, coronada con pámpanos y hojas de olmo; por la extensión de su brazo derecho puede presumirse que en aquel momento hace una acción oficiosa. Con su brazo izquierdo estrecha un halcón en su seno, ave cuya hembra según Plutarco sirve y consuela a su compañero cuando llega a ser viejo, llevándolo por los aires si no puede volar.

## Galería

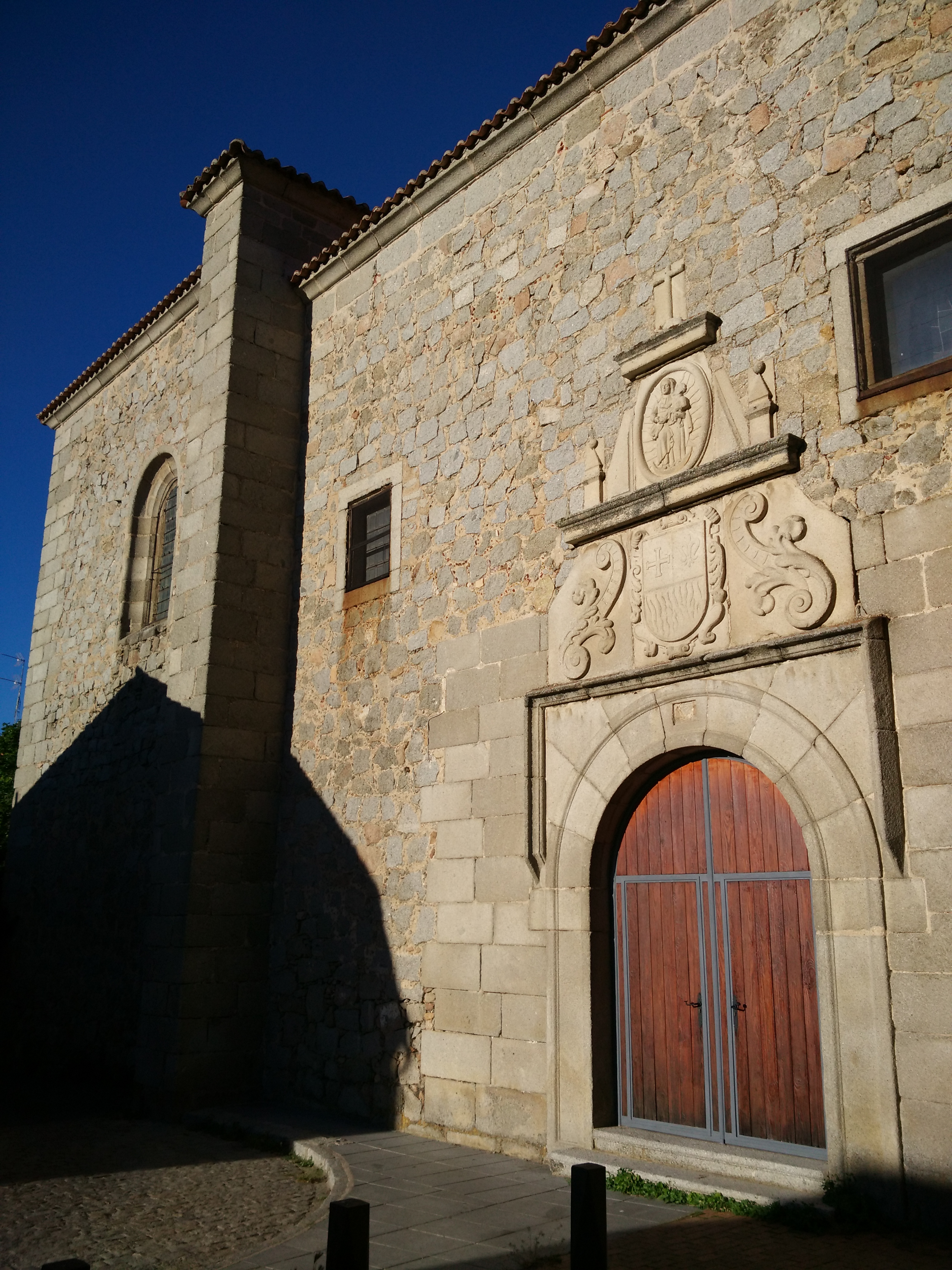
Iglesia de San Juan de la Cruz, antigua inclusa de Ávila
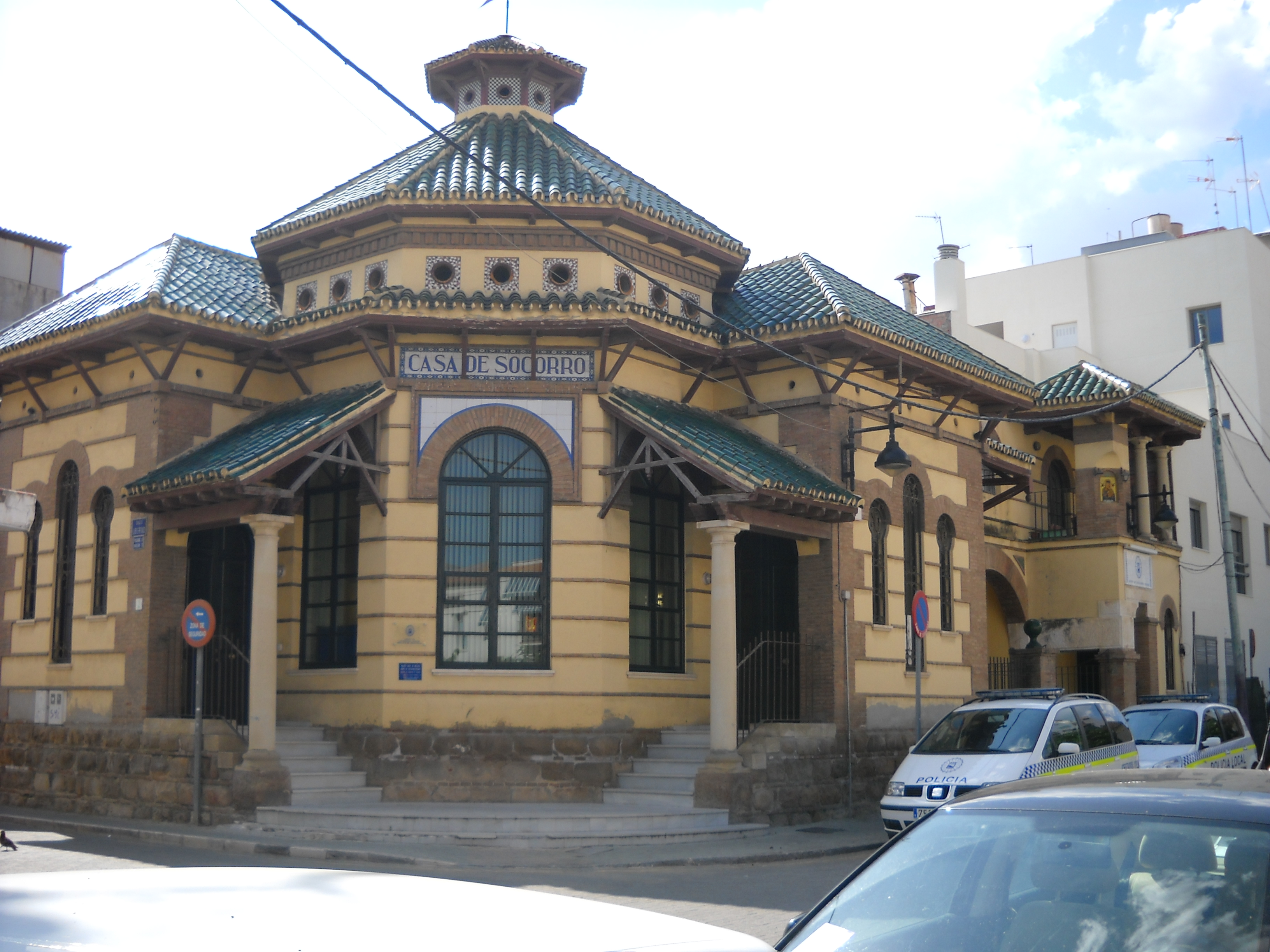
Antigua Casa de Socorro de la Trinidad en Málaga
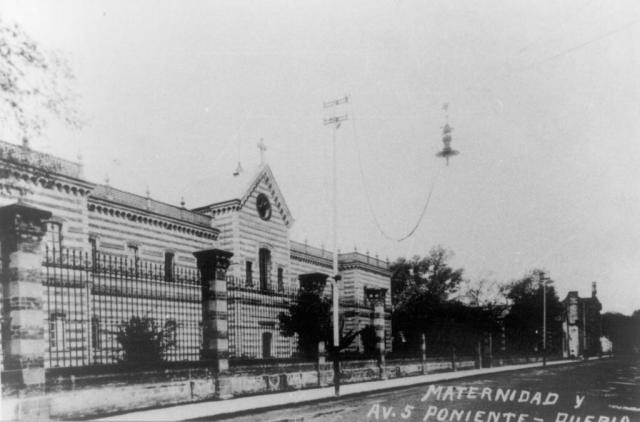
Casa de maternidad de Puebla, México
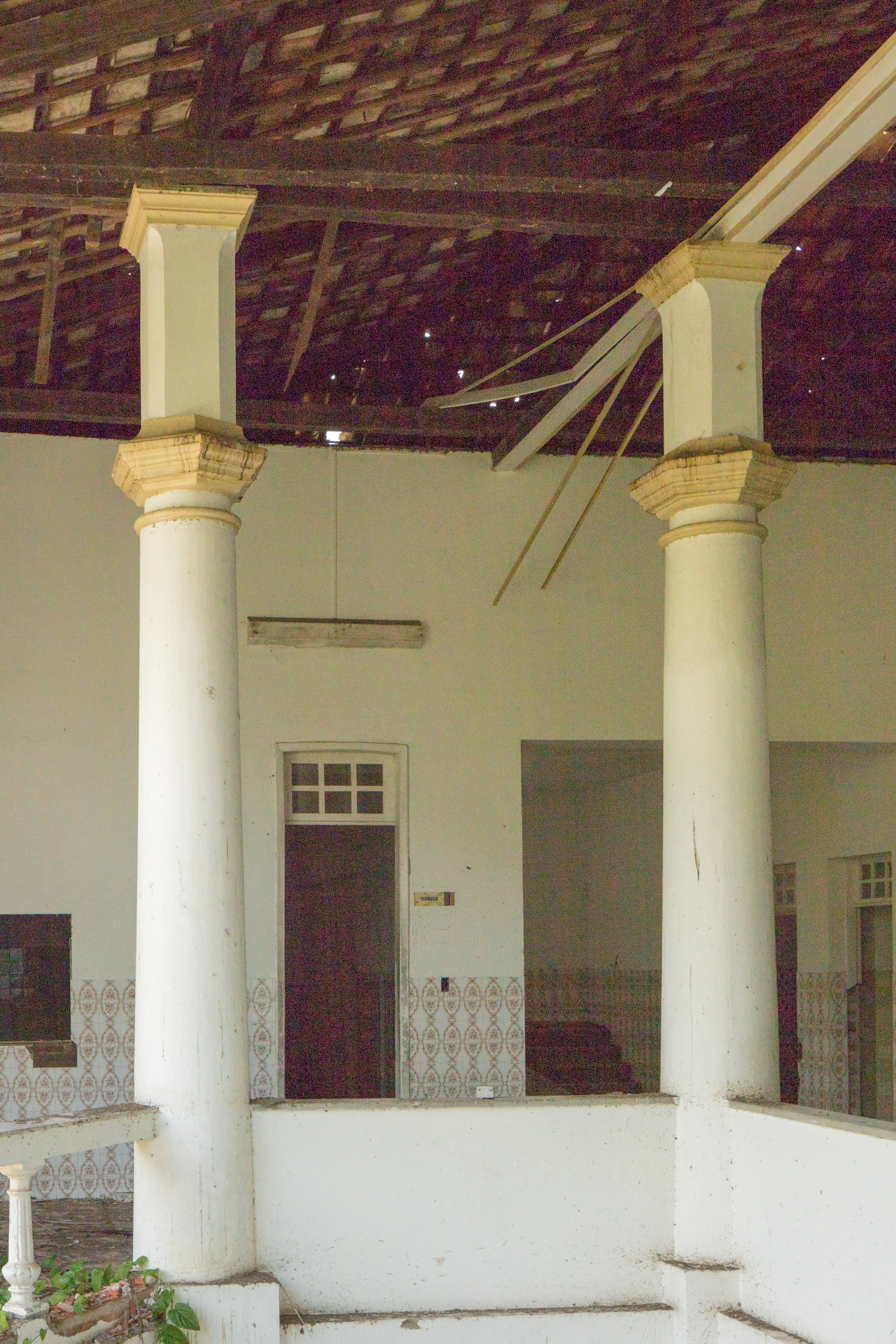
Santa Casa de Misericórdia en Maragojipe, Brasil
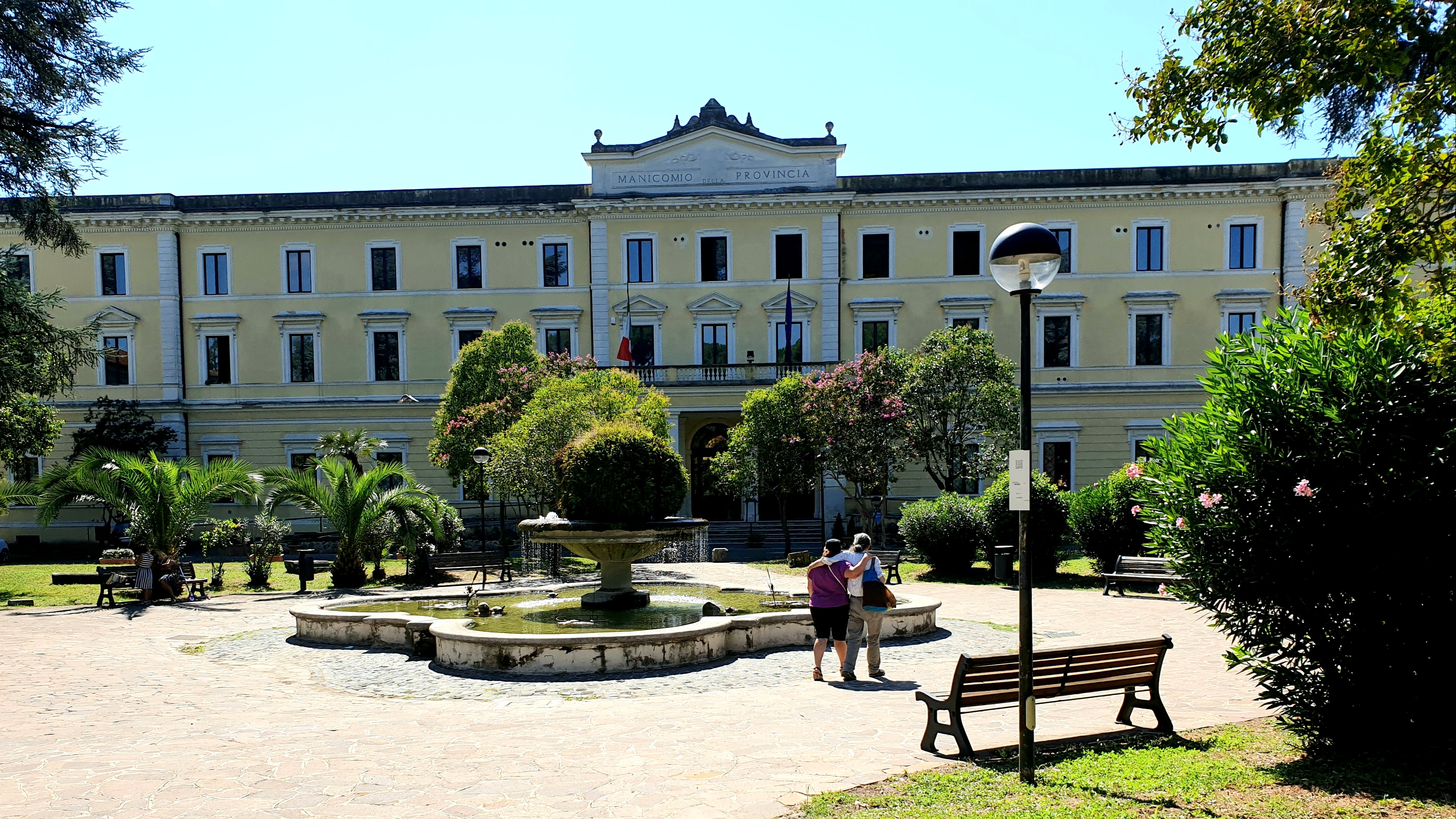
Antiguo manicomio de Santa Maria della pietà en Roma
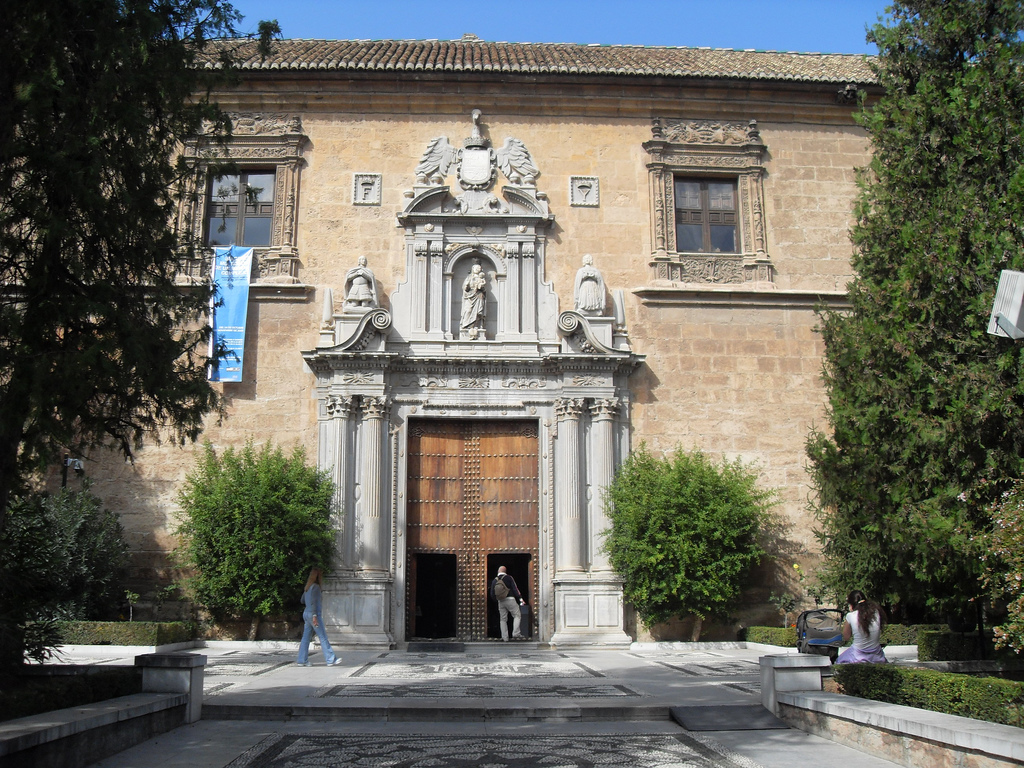
Fachada del Hospital Real de Granada